# Lapacho

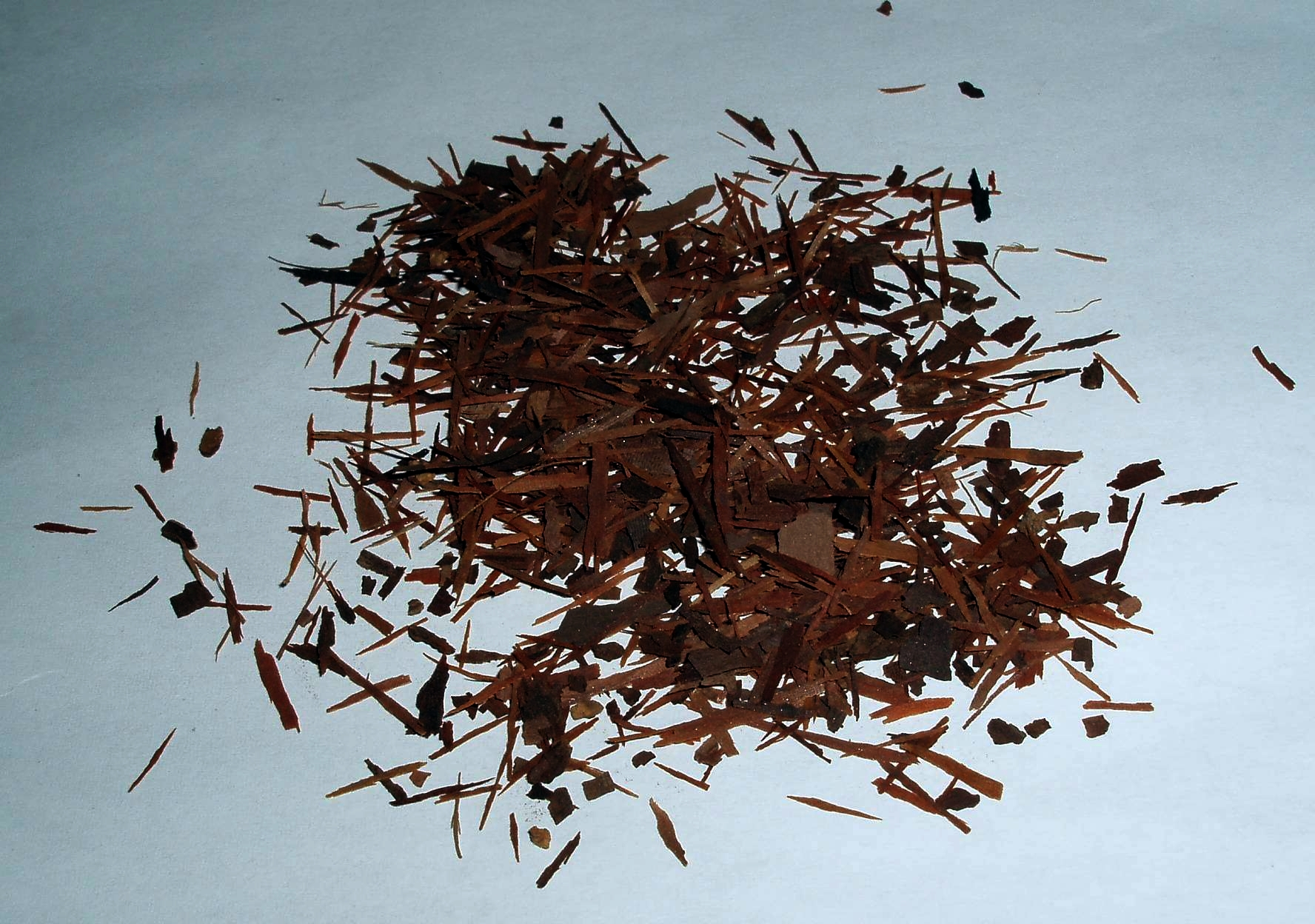
Corteccia di Tabebuia impetiginosa

Il lapacho o taheebo è una tisana ottenuta dalla parte interna della corteccia della pianta sudamericana Tabebuia impetiginosa.
Il lapacho viene usato nella pratica erboristica da diversi popoli indigeni in Centro e Sud America. Sembra avere proprietà antimicrobiche, antivirali, antifungine e viene impiegato per uso topico per il trattamento di lesioni cutanee, come punture di insetti e psoriasi.
Recentemente se ne è postulata un'attività nel contrastare il cancro, l'HIV e la Candida. Il US National Cancer Institute, Dipartimento di Sanità degli Stati Uniti, ha suggerito — sebbene le prove cliniche non abbiano mostrato risultati — che questa corteccia può prevenire, ritardare o curare il cancro, ma le dosi orali necessarie per raggiungere i livelli utili nel sangue sono troppo elevate e possono causare effetti collaterali come anemia, diarrea, vertigini, nausea e vomito..
Alcuni ingredienti attivi come il lapaciolo si sono dimostrati significativamente tossici.